# Proseč (Ralsko)
Proseč (německy Proschwitz) je zaniklá obec v okrese Česká Lípa ve východním okraji bývalého vojenského prostoru Ralsko, kvůli jehož založení zanikla. Ležela asi 7,5 km severovýchodně od Kuřívod. Původní zabrané katastrální území bylo Olšina, současné je Jabloneček v novodobém městě Ralsko.

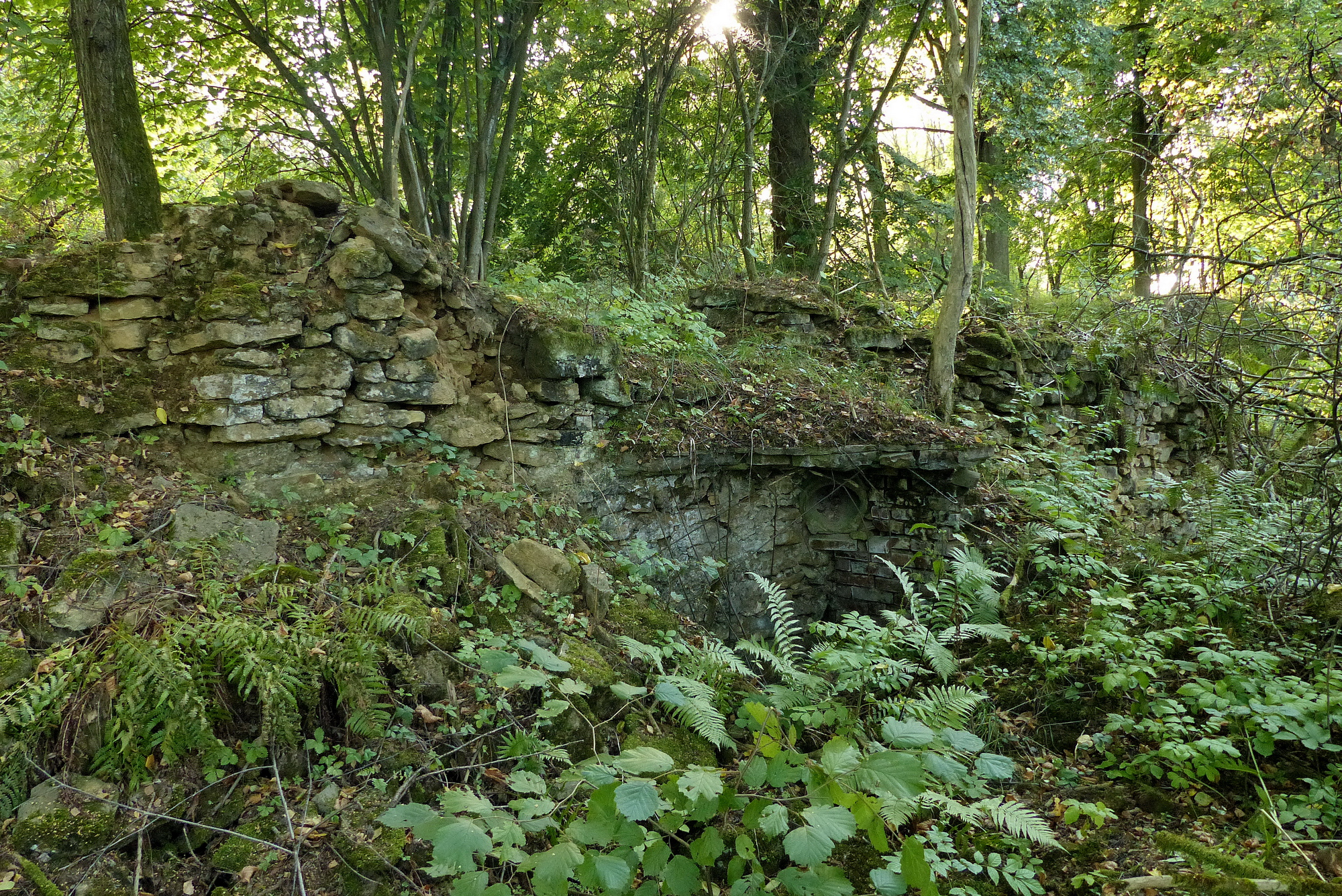
Trosky domu v bývalé Proseči

Ve správním obvodu Proseče byla osada (vesnice) Kostřice, ležící zhruba 0,5 km severovýchodně.